# ISO 3166-2:IO
ISO 3166-2:IO — стандарт Международной организации по стандартизации, который определяет геокоды. Является подмножеством стандарта ISO 3166-2, относящимся к Британской территории в Индийском океане. Стандарт охватывает острова архипелага Чагос. Геокод состоит из: кода Alpha2 по стандарту ISO 3166-1 для Британской территории в Индийском океане — IO. Британская территория в Индийском океане является заморской территорией Великобритании. Геокод являются подмножеством кода домена верхнего уровня — IO, присвоенного Британской территории в Индийском океане в соответствии со стандартами ISO 3166-1.

## Геокоды Британской территории в Индийском океане
| Название                                 | Alpha2 | Alpha3 | цифровой | Геокод по ISO 3166-2 | Статус               |
| ---------------------------------------- | ------ | ------ | -------- | -------------------- | -------------------- |
| Британская Территория в Индийском Океане | IO     | IOT    | 086      | не определён         | заморская территория |

## Пограничные Британской территории в Индийском океане государства
- Мальдивы — ISO 3166-2:MV (на севере (морская граница)).